# Tailing
Tailing is een verschijnsel dat op kan treden bij chromatografische of elektroforetische scheidingstechnieken. Tailing is een Engelstalige uitdrukking die vertaald kan worden met het krijgen van een staart.
Bij gaschromatografie en vloeistofchromatografie wordt tailing dan ook zichtbaar indien een piek in het chromatogram niet meer symmetrisch is (gausscurve), maar een 'staart' krijgt. Dit kan eruitzien als een helling die minder steil is dan de andere kant van de piek, of als een extra kleine piek die in een andere piek zit. Bij gel-elektroforese en dunnelaagchromatografie is tailing zichtbaar als een (lange) 'smeer' achter een geconcentreerd bandje.

## Typen Tailing Peaks

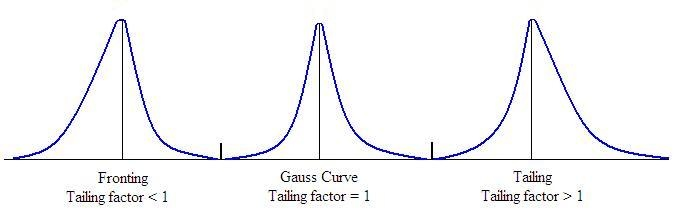
Piek met fronting, gausscurve, piek met tailing

Bij een ideale scheiding zouden theoretisch gezien alle pieken de vorm van een gausscurve krijgen. Een dergelijke curve is symmetrisch. Dit is in de praktijk bijna nooit het geval. Uitgaande van een chromatogrammen zoals die verkregen worden bij bijvoorbeeld GC en HPLC kunnen twee typen afwijkingen worden onderscheiden:
- De piek is minder steil aan de rechterkant van het midden; dit wordt tailing genoemd. Hierbij is de tailingfactor groter dan 1.
- De piek is minder steil aan de linkerkant van het midden; dit wordt fronting (soms ook leading) genoemd. Hierbij is de tailingfactor kleiner dan 1.

Dit wordt meestal veroorzaakt door een slecht concentratieratio van de stationaire fase en de mobiele fase.

## Oorzaken en verminderen van tailing
Tailing vermindert de kwaliteit van de meting. De vijf meest voorkomende oorzaken voor het ontstaan van tailing zijn:
| Oorzaak | Mogelijke oplossing |
| --- | --- |
| De te bepalen analyt heeft een sterkere affiniteit met het oplosmiddel dan met de mobiele fase.                                                                              | Monster oplossen in de mobiele fase. |
| Te veel monster ingespoten (mass overload). Wanneer er te veel monster geïnjecteerd wordt raakt de stationaire fase verzadigd en heeft geen interactie meer met het monster. | Injectievolume verkleinen. |
| Interactie tussen amines en vrij silanol van de stationaire fase | - pH van de mobiele fase verlagen - Een competitief amine aan de mobiele fase toevoegen, zoals tri-ethylamine of tri-ethanolamine. - Kies een andere kolom: op een reversed phasekolom waarvan de vrije silanolgroepen afgeschermd ("endcapped") zijn zullen amines minder tailing geven dan op een kolom waarvan de vrije silanolgroepen niet afgeschermd zijn. |
| Interactie van zuren met de silica. | Een competitief zuur aan de mobiele fase toevoegen zoals bijvoorbeeld trifluorazijnzuur. |
| Een lege ruimte (void) in de pakking van de kolom. | Voids komen vooral voor bij oudere kolommen. Het opnieuw vullen van een kolom zou het probleem op kunnen lossen, maar vaak kiest men er voor om de kolom geheel te vervangen. |

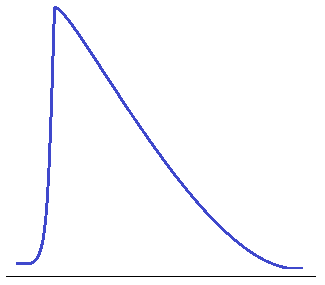
Tailingpiek door mass overload

Er zijn minder oorzaken voor fronting. Het kan zijn dat de kolom niet goed werkt en deze vervangen moet worden. Ook komt fronting voor bij kolom-overloading. Dit is op te lossen door een grotere diameter van de kolom te nemen, minder monster aan te brengen of een stationaire fase te vinden die een hogere capaciteit heeft.

## Tailingfactor

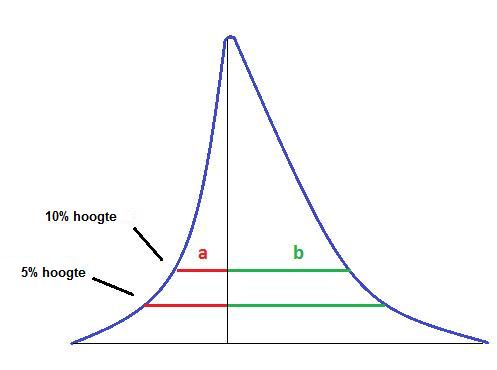
Tailingpiek

Tailing en fronting kunnen gekwantificeerd worden met deze tailingfactor. Als de tailingfactor gelijk is aan 1, dan is er geen tailing. Is de tailingfactor groter dan 1, dan is er sprake van tailing. Is de tailingfactor kleiner dan 1, dan is er sprake van fronting. Voor een goede piek ligt de tailingfactor meestal tussen de 0,9 en 1,2 in.
De formule voor de tailingfactor is:
{\displaystyle T_{f}={\frac {a+b}{\mathrm {2a} }},}
Hierbij zijn a en b de halfbreedtes op een piekhoogte van 5%. Ook de asymmetriefactor wordt vaak gebruikt:
{\displaystyle A_{s}={\frac {b}{\mathrm {a} }},}
Deze wordt berekend op een piekhoogte van 10%. Beide methodes worden gebruikt, alleen in de farmacie gebruikt men vaker de tailingfactor als standaard.

### Voorbeeldberekening

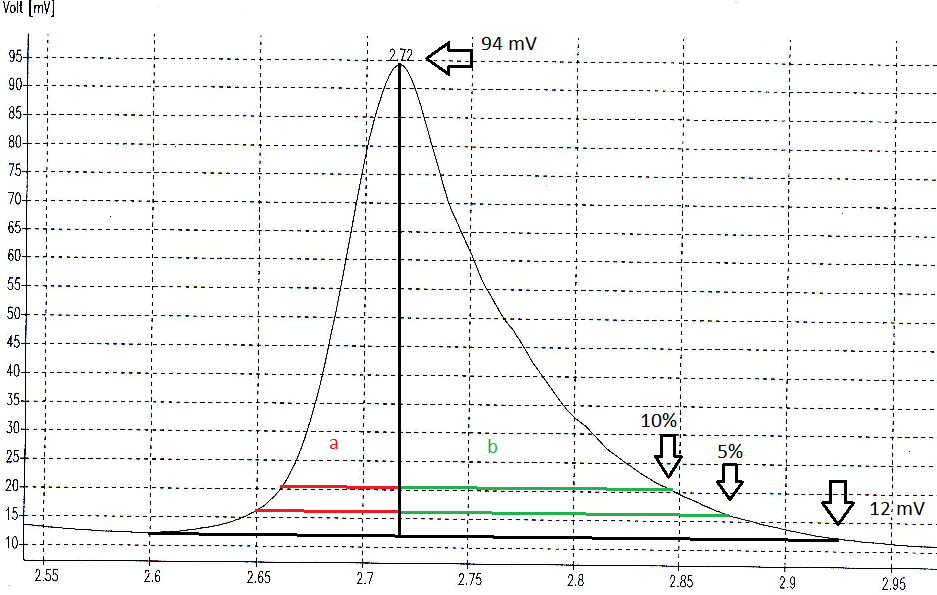
Tailingpiek op een chromatogram

Voor een piek is de top op een hoogte van 94 mV en zit de baseline op 12 mV. Het verschil is 82 mV en de waarde van 5% zit op 16,1 mV:
{\displaystyle 5\%={\frac {82}{\mathrm {100} }}*5+12,}
{\displaystyle 5\%=16,1\,}
En 10% op 20,2 mV
{\displaystyle 10\%={\frac {82}{\mathrm {100} }}*10+12,}
{\displaystyle 10\%=20,2\,}
De waarden voor a en b zijn af te lezen op het chromatogram.
{\displaystyle a_{5\%}=0,07,a_{10\%}=0,06,b_{5\%}=0,15,b_{10\%}=0,12\,}.
Hiermee wordt de tailingfactor:
{\displaystyle T_{f}={\frac {0,07+0,15}{\mathrm {2*0,07} }},}
{\displaystyle T_{f}=1,57\,}
en de asymmetriefactor:
{\displaystyle A_{s}={\frac {0,12}{\mathrm {0,06} }},}
{\displaystyle A_{s}=2,00\,}
Aangezien de tailingfactor boven de 1,2 ligt, valt deze buiten de waarden voor een piek die goed is voor onderzoek.